# 조르주 카트루
조르주 카트루(Georges Catroux, 1877년 1월 29일 - 1969년 12월 21일)는 프랑스의 장군이었다. 제1차 세계대전과 제2차 세계 대전에 주로 활동하였으며 앙리 지로와는 나치군의 포로가 되었을 때 만났다고 한다(지로도 그와 같은 자리에서 포로가 되었다고 함).
샤를 드골과 앙리 지로는 그를 “자유 프랑스의 정신적인 지주”라고 존경하였다고 한다(카트루가 드골과 지로와의 관계를 개선했다는 설이 있음).
그는 알제리 총독이 된 적도 있었으며, 알제리가 독립한 해인 1962년에 총독 직책을 버렸다고 한다. 92세의 나이로 세상을 떠났다.